# Anne de Montafié
Anne de Montafié, née à Paris le 22 juillet 1577, et morte le 17 juin 1644, fut comtesse de Soissons et de Dreux, et l'épouse de Charles de Bourbon.

## Biographie
Née en juillet 1577, elle est la fille cadette de Louis de Montafié, comte de Montafié, seigneur du Piémont et prince de Carignan (terres acquises 300 000 écus par le duc de Savoie Charles Emmanuel I), et de Jeanne de Coesme, dame de Lucé et de Bonnétable.
Elle épouse le 17 décembre 1601, Charles de Bourbon, comte de Soissons. Hilarion de Coste écrira d'elle : « comme la lune regarde toujours le soleil duquel elle reçoit sa lumière et sa splendeur, ainsi elle dépendait du visage de son mari, ne voulant point d'autre lustre que celui qui en provenait»,. Leur hôtel particulier rue des Deux-Ecus , était celui construit entre 1572 et 1578 pour la reine-mère Catherine de Médicis.
Son époux meurt en 1612. En 1633, elle fait faire leur tombeau en  l'église de la chartreuse Notre-Dame de Bonne-Espérance, à Aubevoye, proche de Gaillon (Eure).
En 1636, elle est dame de Bagnolet ; elle en acquiert le château pour 85 000 livres, résidence qu'elle embellira et agrandira. À son décès, sa fille Marie de Bourbon en héritera.   
Anne de Montafié décède à Paris dans son hôtel de Soissons le 17 juin 1644, âgée de  soixante-six ans. Conformément à son testament, ses entrailles sont déposées au monastère des Feuillants de la rue Saint-Honoré à Paris, et son corps est porté auprès de celui de son mari . Leur tombeau est détruit par un incendie en 1764.

### Postérité
Elle eut sept enfants dont cinq viables :
- Louise de Bourbon (1603-1637) dite Mademoiselle de Soissons, ), élevée à Fontevrault par l'abbesse, sa grand-tante Éléonore de Bourbon (1603-1637)[8], elle épouse en 1617 Henri II d'Orléans (1595-1663).
- Louis de Bourbon (1604-1641),comte de Soissons [9].
- Marie de Bourbon (1606-1692),comtesse de Soissons et de Dreux, épouse de Thomas-François de Savoie-Carignan[10].
- Charlotte-Anne, morte en 1623 sans enfant.
- Élisabeth, morte en bas âge en 1611.
- Charlotte, abbesse de Maubuisson de 1623 à sa mort en 1626.
- Catherine, abbesse de la Perrine[11].